# Machadinho
Machadinho là một đô thị thuộc bang Rio Grande do Sul, Brasil. Đô thị này có diện tích 334,449 km², dân số năm 2007 là 5503 người, mật độ 16,45 người/km².